# Fred Voelckerling
Hans Karl Alfred „Fred“ Voelckerling (* 21. August 1872 in Berlin; † 27. Januar 1945 in Dresden-Weißer Hirsch) war ein deutscher Maler und Bildhauer. Neben Reiterdenkmalen schuf er eine Vielzahl an Tierplastiken aus Bronze.

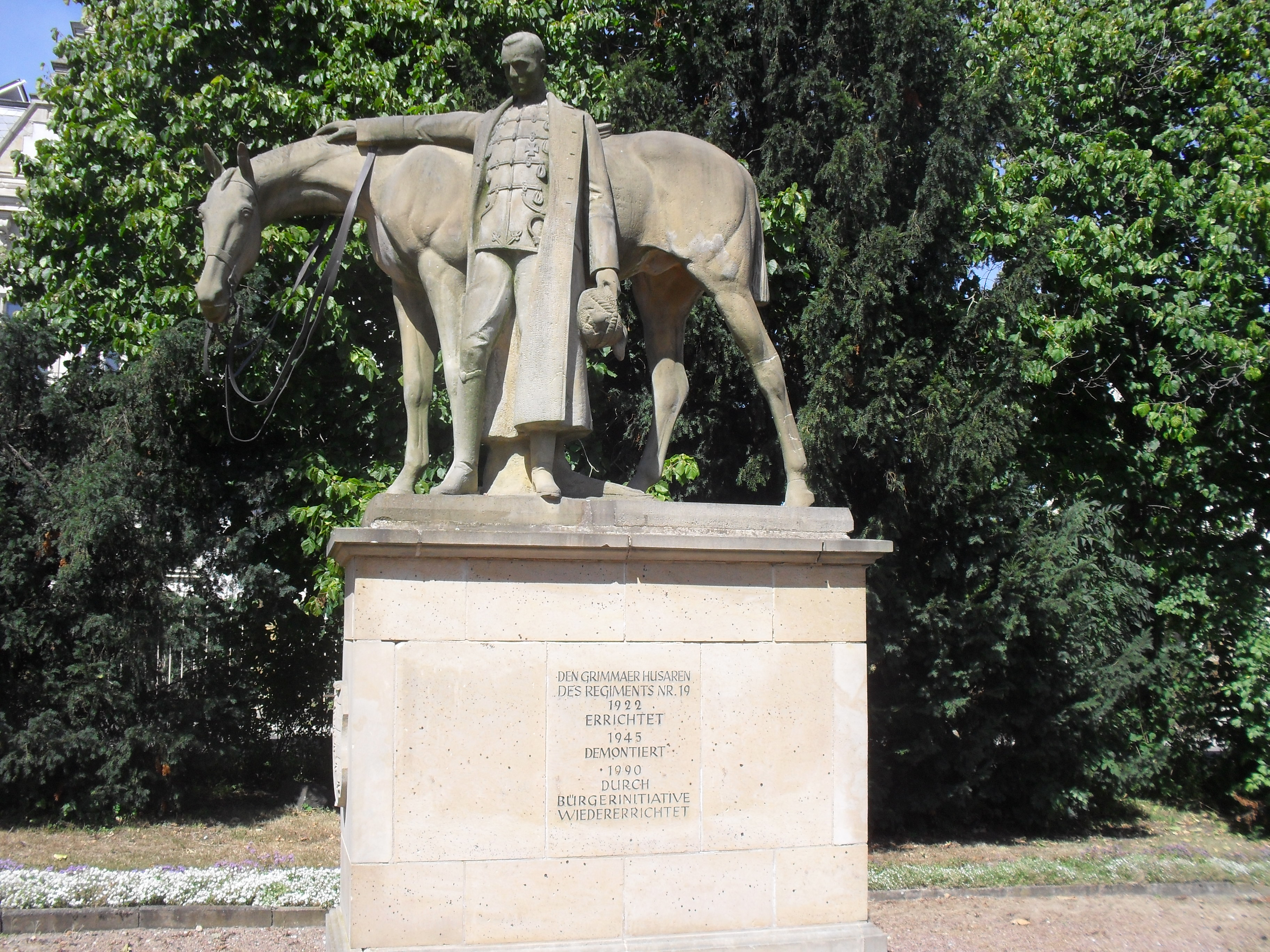
Kriegerdenkmal Grimma

## Leben
Voelckerling wuchs nach dem frühen Tod seines Vaters als Halbwaise auf. Er beendete das Gymnasium in Dresden und diente anschließend in der sächsischen Armee, Pionier-Bataillon 12, als Avantgardeur. Nach dem Militärdienst, bei dem er es bis zum Rang eines Majors gebracht hatte, lebte er zunächst in München und zog 1892 erneut nach Dresden. Hier studierte er von 1892 bis 1894 an der Dresdner Kunstgewerbeschule und von 1895 bis 1896 an der Dresdner Kunstakademie bei Robert Diez, in dessen Atelier er Mitarbeiter wurde. Er ging dann nach Paris und arbeitete 1899 im Atelier des französischen Bildhauers Emmanuel Frémiet. Zurück in Dresden gründete er 1905 ein Schüleratelier. Seine Reisen nach Schottland, England und Amerika dienten ihm als motivische Anregung.
Zu seinen Werken zählen Denkmale und unzählige Tierplastiken, vornehmlich aus Bronze. Eines seiner Hauptwerke ist das 1911 in Döbeln enthüllte Reiterstandbild des Königs Georg von Sachsen. Das Reiterstandbild wurde 1942 als Metallspende für Rüstungszwecke geopfert und eingeschmolzen. Ein weiteres Reiterstandbild dieses Königs entstand für Dresden. Es wurde wegen des chronischen Mangels an Buntmetallen erst im Jahre 1952 verschrottet. Zur Erinnerung an die im Ersten Weltkrieg gefallenen Soldaten des Husaren-Regiments Kronprinz Wilhelm von Preußen (2. Sächsisches) No. 19 erhielt die Stadt Grimma ein eindrucksvolles Kriegerdenkmal, das einen neben seinem Pferd stehenden und trauernd zu Boden blickenden Husaren zeigt. Dieses Denkmal ist erhalten.
Fred Voelckerling war ab 1906 Mitglied des Deutschen Künstlerbundes. Am 27. Januar 1945 starb Voelckerling im Dresdner Stadtteil Weißer Hirsch. Er wurde auf dem Waldfriedhof Weißer Hirsch beigesetzt.

## Werke (Auswahl)
- 1901: Polospieler Bronze, 36 cm, Privatbesitz
- um 1910: Military-Springreiter, Bronze, 46 cm, Privatbesitz
- 1911: Döbeln – König-Georg-Reiterstandbild auf dem Niedermarkt,[4] 1942 eingeschmolzen,[2] Reste nach 1945 beseitigt
- 1913 (?): Armindenkmal, Werneuchen
- 1922: Grimma – Husarendenkmal als Kriegerdenkmal 1914–18 des Königlich Sächsisches 2. Husaren-Regiment Nr. 19 „Kronprinz Wilhelm des Deutschen Reiches und von Preußen“, Bronze, 1945 demontiert, 1990 an der Leipziger Straße wiederaufgestellt
- 1924: Chemnitz – Ulanendenkmal als Kriegerdenkmal 1914–18 des Ulanen-Regiment „Kaiser Wilhelm II., König von Preußen“ (3. Königlich Sächsisches) Nr. 21; verschollen
- 1928: Dresden – König Georg von Sachsen-Reiterstandbild in Uniform, an der Stauffenbergallee; 1952 von den neuen Machthabern entfernt und eingeschmolzen
- Erinnerungstafel für hessische Dragoner, Bolzenbach[5]